# شیجیاژوانگ

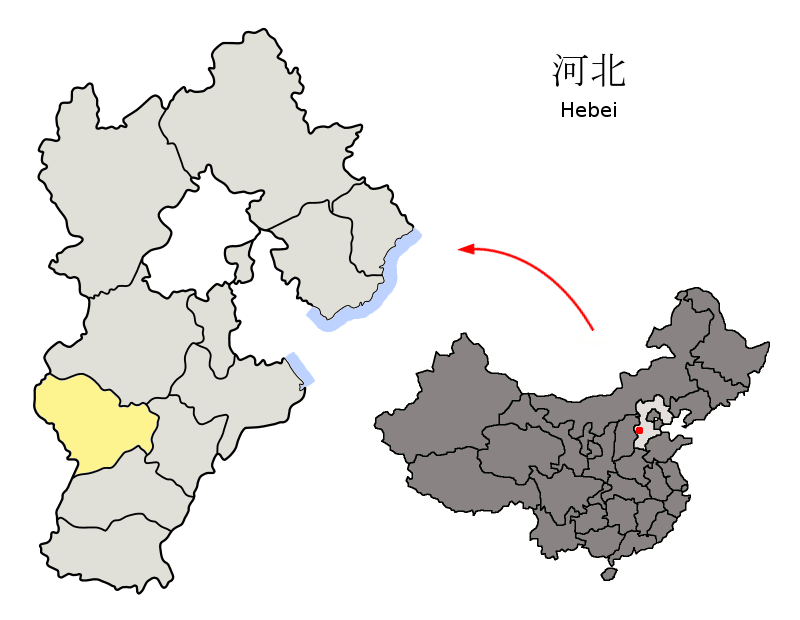
منظره‌ای از نقشه چین و جایگاه شیجیاژوانگ.

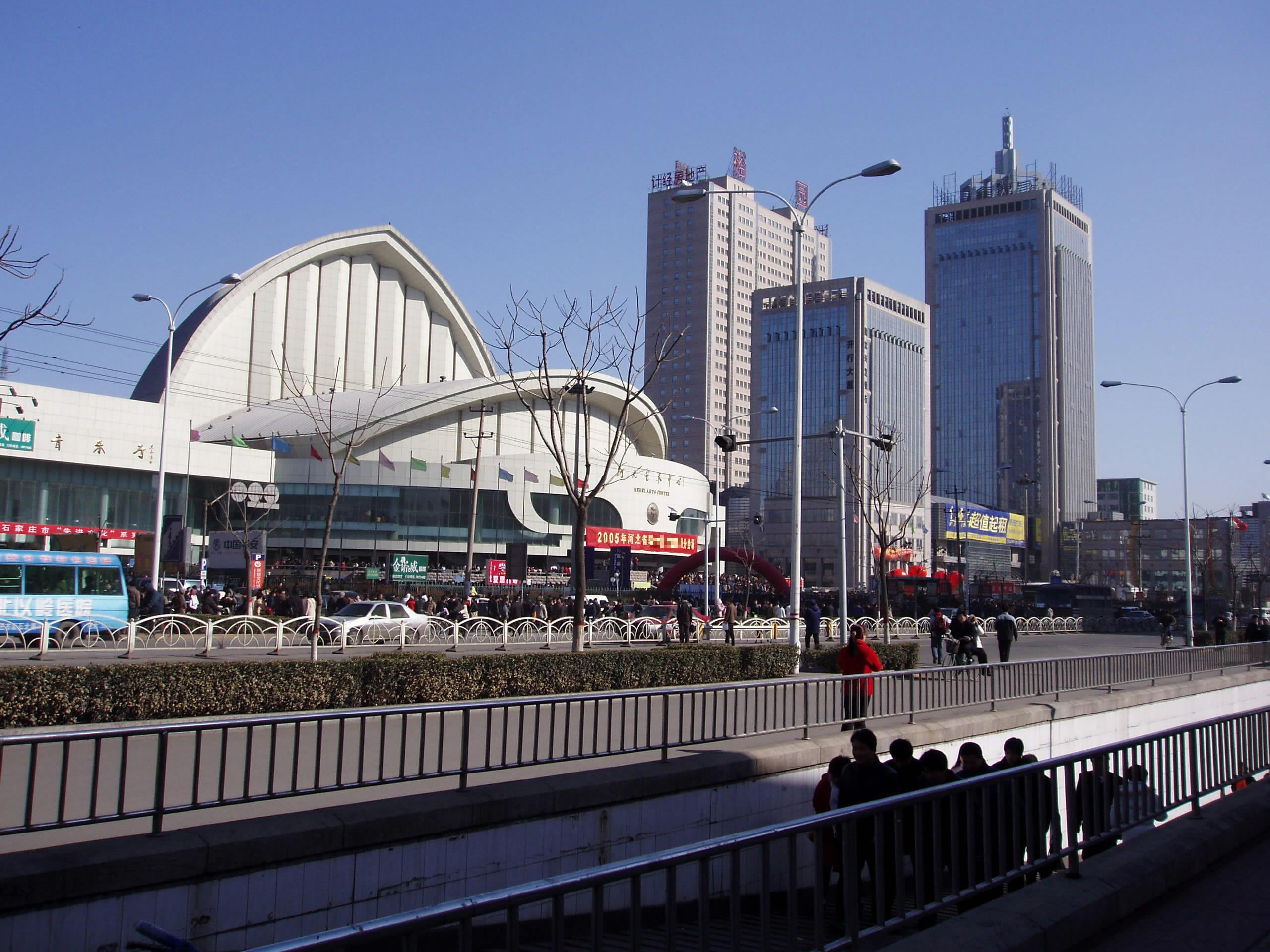
معماری شهر شیجیاژوانگ.

شیجیاژوانگ (به زبان چینی: 石家莊 به انگلیسی: Shijiazhuang) یکی از شهرهای کشور جمهوری خلق چین است. جمعیت آن در سال ۲۰۰۸ میلادی برابر ۲٬۲۲۷٬۰۴۸ نفر تخمین زده شده‌است. جمعیت آن با حومه بیش از نه میلیون و چهارصد هزار نفر است. شی جیا ژوانگ مرکز استان هِبی چین است. این شهر در کرانه شرقی چین قرار گرفته‌است.